# Dansegalskab
Dansegalskab er en dansk stumfilm fra 1917 med instruktion og manuskript af Lau Lauritzen Sr..

## Handling
Denne artikel mangler et handlingsreferat. Hjælp os med at skrive det.